# Емайиеська сільська рада
Е́майиеська сільська рада (ест. Emajõe külanõukogu, рос. Эмайыэский сельский совет) — сільська рада в Естонській РСР, адміністративно-територіальна одиниця в складі повіту Тартумаа (1945—1950) та Тартуського району (1950—1960). Утворена 1945 року як Пі́йріська сільська рада (ест. Piiri külanõukogu, рос. Пийриский сельский совет), перейменована 1954 року в Емайиеську сільську раду.

## Населені пункти
З 1945 року адміністративним центром сільради було село Пійрі (Сава). З 1954 року центр сільради містився в селі Метса, що розташовувалося на відстані 16 км на схід від міста Тарту.
Сільській раді підпорядковувалися села: Метса (Metsa), Сава (Sava), Сяезекирва (Sääsekõrva), Калда (Kalda), Сірґо (Sirgo), Кийву (Kõivu), Сакса (Saksa), Саевескі (Saeveski), Сіуґсоо (Siugsoo), Кікасте (Kikaste), Алеві (Alevi), Поксі (Poksi), Війра (Viira), Паюпуустузе (Pajupuustuse).

## Землекористування
1954 року в межах території сільради землями користувалися колгоспи ім. Сталіна та «Переможець» («Võitja»), а також підсобне господарство Тартуської міської дитячої клінічної лікарні.

## Історія
13 вересня 1945 року на території волості Луунья в Тартуському повіті утворена Пійріська сільська рада з центром у селі Пійрі (Сава). Головою сільської ради обраний Александер Пальтсер (Aleksander Paltser), секретарем —  Вайке Кор'юс (Vaike Korjus).
26 вересня 1950 року, після скасування в Естонській РСР повітового та волосного поділу, сільська рада ввійшла до складу новоутвореного Тартуського сільського району.
17 червня 1954 року Пійріська сільська рада перейменована в Емайиеську.
3 вересня 1960 року Емайиеська сільська рада ліквідована, а її територія скала східну частину Лууньяської сільради.